# Songs in a Mellow Mood
Songs in a Mellow Mood (укр. Пісні в неквапливому настрої) — другий студійний альбом американської джазової співачки Елли Фіцджеральд, вийшов 29 березня 1954 року на лейблі Decca Records. Записаний спільно з піаністом Еллісом Ларкінсом.

## Список композицій
| Сторона 1 | Сторона 1                          | Сторона 1                  | Сторона 1      | Сторона 1  |
| #         | Назва                              | Автор слів                 | Автор музики   | Тривалість |
| --------- | ---------------------------------- | -------------------------- | -------------- | ---------- |
| 1.        | «I’m Glad There Is You»            | Пол Мерц                   | Джиммі Дорсі   | 3:10       |
| 2.        | «What Is There to Say?»            | Іп Харбург                 | Вернон Дюк     | 3:22       |
| 3.        | «People Will Say We’re in Love»    | Оскар Хаммерстайн II       | Річард Роджерс | 3:12       |
| 4.        | «Please Be Kind»                   | Семмі Кан                  | Сол Чаплін     | 3:36       |
| 5.        | «Until the Real Thing Comes Along» | Семмі Кан, Альберта Ніколс | Манн Холінер   | 2:58       |
| 6.        | «Makin’ Whoopee»                   | Волтер Дональдсон          | Гас Кан        | 3:14       |
| 19:32     |                                    |                            |                |            |

| Сторона 2 | Сторона 2                     | Сторона 2     | Сторона 2         | Сторона 2  |
| #         | Назва                         | Автор слів    | Автор музики      | Тривалість |
| --------- | ----------------------------- | ------------- | ----------------- | ---------- |
| 7.        | «Imagination»                 | Джонні Берк   | Джиммі Ван Хейсен | 2:38       |
| 8.        | «Stardust»                    | Мітчелл Періш | Хоагі Кармайкл    | 4:03       |
| 9.        | «My Heart Belongs to Daddy»   | Коул Портер   | Коул Портер       | 2:39       |
| 10.       | «You Leave Me Breathless»     | Ральф Фрід    | Фрідріх Холландер | 3:07       |
| 11.       | «Baby, What Else Can I Do?»   | Ральф Маркс   | Волтер Хірш       | 3:50       |
| 12.       | «Nice Work If You Can Get It» | Айра Гершвін  | Джордж Гершвін    | 2:38       |
| 18:55     |                               |               |                   |            |

## Учасники запису
- Елла Фіцджеральд — вокал;
- Елліс Ларкінс — фортепіано.